# 튀르키예 해협 위기
튀르키예 해협 위기는 냉전 시기에 소비에트 연방과 튀르키예 사이에 일어난 영토 분쟁이다. 튀르키예는 제2차 세계 대전 이래로 중립국으로 오랫동안 남아있었지만 지중해와 흑해를 잇는 튀르키예 해협 일대에서 러시아 선박이 자유롭게 오갈 수 있게 해달라고 소련 정부로부터 압력을 받았다. 튀르키예 정부가 소비에트 연방의 요구를 허용하지 않자, 이 지역 일대에서 긴장감이 고조되었으며 소비에트 연방이 해군으로 무력 시위를 하게 되는 결과를 낳았다. 이 사건은 트루먼 독트린이 발표되는 결정적 계기 중 하나였다. 이 위기가 고조되었을 때, 튀르키예는 소련으로부터 보호를 받기 위해 미국과 동맹을 맺고 회원국 지위를 얻기 위해 북대서양 조약 기구에 가입하였다.

## 배경

### 해협의 중요성
흑해와 지중해를 연결하는 2개의 관문인 다르다넬스 해협과 보스포루스 해협은 소련, 튀르키예, 루마니아, 불가리아에 있어서 무역 항로여서 매우 중요했다. 튀르키예를 제외한 3개의 국가들은 모두 군사적인 동맹국이기도 했다. 해협은 또한 군사적 요충지로써도 중요한 역할을 맡고 있었는데, 해협을 통수할 수 있는 정부는 흑해의 출입구인 이곳에 해군을 배치할 수 있었다.

### 정치적 배경
분쟁은 제2차 세계 대전 이전까지의 소련-튀르키예 관계로부터 유래를 찾을 수 있다. 양국은 1930년대 중후반까지 우호적인 관계를 유지하고 있었다. 1921년 소련과 오스만 제국은 모스크바 조약을 체결하여 서로 협력하기로 약속하였다. 1936년 오스트레일리아, 불가리아 왕국, 프랑스, 독일, 그리스 왕국, 일본, 소비에트 연방, 튀르키예, 영국, 유고슬라비아 왕국이 참여한 해협 관련 몽트뢰 회담에서 튀르키예의 해협에 관해 군사적, 정치적 해결 방법을 결정하고자 했다. 이것은 두 해협을 둘러싼 마지막 회담이기도 했다.

## 같이 보기
- 도미노 이론
- 철의 장막